# Wergeld
Wergeld (althochdeutsch weragelt, wergelt, zu althochdeutsch wer „Mann“; vgl. Werwolf) war im mittelalterlichen Recht das Sühnegeld. Bei einem Totschlag musste der Totschläger eine Entschädigung leisten, und zwar an diejenigen Angehörigen des Erschlagenen, die sonst die Blutrache bzw. die Fehde hätten ausüben müssen. Indem die Annahme des Wergeldes der geschädigten Sippe das Fehderecht nahm, war es eines der wichtigen frühen Rechtsinstrumente zur gesellschaftlichen Friedenswahrung in Zeiten, in denen es ein staatliches Gewaltmonopol noch nicht gab bzw. dieses nicht durchsetzbar war. Das Wergeld ging an die nächsten männlichen Verwandten des Geschädigten; gab es diese nicht, auch an Frauen. Wergeld wurde nicht nur auf Tötung angewandt, sondern auch auf andere Vergehen, wie z. B. Notzucht oder Verwundung.
Andere Bezeichnungen waren Manngeld, Friedegeld (fredus, Gewette), Wiedergeld oder Mutsühne, im altfriesischen Strafrecht (Lex Frisionum, 8. Jahrhundert) weregildus und compositio.

## Wergeldhöhe
Das Wergeld und seine Höhe wird in vielen mittelalterlichen Quellen erwähnt, so in der frühmittelalterlichen Lex Frisionum oder dem Sachsenspiegel des Eike von Repgow aus dem 13. Jahrhundert. Das Wergeld wurde ab dem 12. Jahrhundert zunehmend durch öffentliche Strafen der Landfriedensgesetze abgelöst.

### Unterscheidung zwischen Adligen und Freien
Wenn ein Adliger getötet wurde, war ein höheres Wergeld zu zahlen als bei einem Freien. Bei den Sachsen betrug das Wergeld für einen Adligen 1440 Schillinge, bei einem Freien 240 Schillinge. Bei den Angelsachsen war es für einen Adligen ebenfalls der sechsfache Betrag, verglichen mit einem Freien: Ein Adliger galt als ein „twelfhindi“-Mann (mit einem Wergeld von 1200 Schilling), ein Freier galt als ein „twyhindi“-Mann (mit einem Wergeld von 200 Schilling).

### Pactus Legis Salicae
Eine der frühesten Erwähnungen des Wergelds findet sich im Pactus Legis Salicae, dem ältesten fränkischen Gesetzestext, der allgemein auf die letzten Regierungsjahre Chlodwigs datiert wird, genauer auf die Jahre zwischen 507 und 511.
| Klasse          | Grundsatz  | Anmerkungen                                             |
| --------------- | ---------- | ------------------------------------------------------- |
| Freie Franken   | 200 Solidi | 100 Solidi für das ungeborene Kind eines freien Franken |
| Unfreie Franken | 100 Solidi |                                                         |
| Freie Romanen   | 100 Solidi |                                                         |
| Unfreie Romanen | 62½ Solidi |                                                         |

### Sachsenspiegel
Im dritten Buch des Sachsenspiegels werden Wergelder in Artikel 45 festgelegt; in Artikel 51 auch Wergelder für die Tötung von Tieren. Neben dem Wergeld musste bei einem trotz dessen Zahlung erforderlichen Gerichtsverfahren ein Wettgeld oder Buße an den Fürsten gezahlt werden, um den öffentlichen Friedensbruch wettzumachen.
Folgende Tarife gab es im Sachsenspiegel:
- Wergeld
  - für einen Freien Mann: 18 Pfund (damals der Gegenwert von 18 Reitpferden)
  - für einen freien Pächter und landfremde Freie: 10 Pfund
  - für eine Frau das halbe Wergeld ihres Mannes, war sie nicht verheiratet, ihres Vaters.
- Buße
  - für einen Freien Mann: 30 Pfund
  - für einen freien Pächter und landfremde Freie: 15 Pfund
  - für eine Frau die halbe Buße ihres Mannes, war sie nicht verheiratet, ihres Vaters.
- Wergeld für Tiere
  - für ein Huhn: ein halber Pfennig
  - für eine Gans oder Ente: ein Pfennig
  - für eine Brutgans oder -henne: drei Pfennig
  - für ein Ferkel oder eine Ziege: drei Pfennig
  - für ein Lamm oder Kalb: vier Pfennig
  - für ein Fohlen: 1 Schilling = 12 Pfennig
  - für einen Hofhund: 3 Schilling
  - für ein Schwein oder Rind 4 Schilling
  - für eine Muttersau oder einen Zuchteber: 5 Schilling
  - für Esel, Maultier, Zugochse oder Feldstute: 8 Schilling
  - für sonstige Arbeitspferde: 12 Schilling
  - für ein Reitpferd: 1 Pfund = 20 Schilling

Bei besonders wertvollen Pferden (z. B. einem Streitross) gab es kein feststehendes Wergeld, hier ging das Wergeld nach dem tatsächlichen Schaden.

### Wergeld in der Kiewer Rus
Einen ähnlichen Katalog von Wergeldern enthielt in der ostslawischen Kiewer Rus die Russkaja Prawda, die auf ein mündliches germanisches (warägisches) Gewohnheitsrecht zurückgeht. Hier hieß das Wergeld wira (kyrillisch вира) oder wirwnaja (kyrillisch вирьвная). Es betrug je nach Stand des Getöteten 40 oder 80 Griwna.